# NGC 2701
NGC 2701 este o galaxie spirală barată situată în constelația Ursa Mare. A fost descoperită în 18 martie 1790 de către William Herschel. Se află la o distanță de 34,67 de megaparseci de Pământ.